# Alessandro Parisotti
Alessandro Parisotti (Roma, 24 luglio 1853 – Roma, 4 aprile 1913) è stato un compositore e critico musicale italiano.

## Biografia
Studia armonia, contrappunto, fuga e strumentazione con Salvatore Meluzzi, direttore della Cappella Giulia della Basilica di San Pietro in Roma. Nel 1880 viene nominato socio emerito, maestro compositore della Regia Accademia di Santa Cecilia in Roma e in seguito socio dell'Accademia Filarmonica Romana, della Società Orchestrale Romana.

## Pubblicazioni
Cura l'edizione di alcuni classici tedeschi facendone la versione ritmica italiana:
- Il Paradiso e la Peri di Robert Schumann;
- La Notte del Valpurgis di Felix Mendelssohn Bartholdy.

Pubblica un Piccolo Album di Musica antica per canto e diversi lavori da camera, cori e composizioni da chiesa. Scrive: Nozioni elementari di acustica fisica, psicologia ed estetica della musica (Torino, Fratelli Bocca 1911).
La sua fama è strettamente legata alla pubblicazione di Arie antiche: ad una voce per canto e pianoforte in tre volumi, pubblicato originariamente nel 1890 da Ricordi. Si tratta della più importante raccolta di arie di epoca barocca, tuttora utilizzata e considerata un'opera fondamentale nello studio della vocalità del Settecento italiano.
La sua composizione più nota è l'aria Se tu m'ami, vero e proprio caso di falsificazione musicale. Composta nello stile della scuola musicale napoletana, fu l'autore stesso ad includerla nella sua raccolta a nome di Pergolesi. Che l'operazione fosse finalizzata alla speculazione o come provocazione, non è noto; tuttavia l'aria ebbe un eccezionale successo, tanto da essere inclusa da Igor' Fëdorovič Stravinskij nel suo balletto Pulcinella.